# Divinópolis Airport
Divinópolis Airport (franska: Aéroport de Divinópolis, portugisiska: Aeroporto Brigadeiro Cabral, engelska: Brigadeiro Cabral Airport) är en flygplats i Brasilien.   Den ligger i kommunen Divinópolis och delstaten Minas Gerais, i den sydöstra delen av landet, 600 km sydost om huvudstaden Brasília. Divinópolis Airport ligger 798 meter över havet.
Terrängen runt Divinópolis Airport är huvudsakligen platt. Divinópolis Airport ligger uppe på en höjd. Runt Divinópolis Airport är det tätbefolkat, med 411 invånare per kvadratkilometer.. Närmaste större samhälle är Divinópolis, 4,6 km norr om Divinópolis Airport.
Omgivningarna runt Divinópolis Airport är huvudsakligen savann.